# Daubrée (cratère)
Pour les articles homonymes, voir Daubrée.
 (décembre 2023).
Si vous disposez d'ouvrages ou d'articles de référence ou si vous connaissez des sites web de qualité traitant du thème abordé ici, merci de compléter l'article en donnant les références utiles à sa vérifiabilité et en les liant à la section « Notes et références ».
Daubrée est un cratère lunaire situé sur la face visible de la Lune au sud de la Mare Serenitatis et à l'intérieur du massif montagneux des Montes Haemus. Le cratère Daubrée est situé juste au sud du cratère Menelaus et à côté du cratère Auwers. Le cratère Daubrée a une forme en fer à cheval avec le contour ouvert au nord-ouest. L'intérieur a été inondé par de la lave basaltique, laissant un niveau de plancher sans relief. Le rebord oriental est attaché à la crête basse appartenant aux Montes Haemus. 
Avant 1973, le cratère Daubrée était précédemment désigné sous le nom de cratère satellite "Ménélas S" avant de recevoir le nom de Daubrée par l'union astronomique internationale en l'honneur du géologue français Gabriel Auguste Daubrée.